# Ivar Formo
Ivar Formo (24. června 1951, Oslo – 26. prosince 2006, Oslo) byl norský běžec na lyžích a orientační běžec.
Je držitelem čtyř olympijských medailí, z toho dvě jsou individuální: zlato ze závodu na 50 kilometrů na olympiádě v Innsbrucku roku 1976 a bronz z patnácti kilometrů v Saporru roku 1972. Krom toho má dvě štafetová stříbra, z Innsbrucku a Sappora. Na mistrovství světa bylo jeho nejlepším individuálním výkonem šesté místo na patnácti kilometrech v roce 1974. Jinak má ze světových šampionátů dva štafetové bronzy (1974, 1978). Štafetový bronz na mistrovství světa byl jeho nejlepší výsledek i v jeho druhém sportu, v orientačním běhu. Poté, co opustil sport, měl úspěšnou kariéru jako obchodník (byl předsedou představenstva firmy Ignis) a sportovní funkcionář (v letech 1983–1988 působil jako předseda výboru pro běh na lyžích v Mezinárodní lyžařské federaci).
Utopil se v jezeře Store Sandungen v lesíku na severu Osla zvaném Nordmarka. S největší pravděpodobností se propadl ledem poté, co si chtěl na zamrzlém jezírku zabruslit.